# هانا شيهي سكيفينغتون
```
لودفيج فون ميزس
جوانا ماري «هانا» شيهي سكيفينغتون
 (24 مايو عام 1877 - 20 أبريل عام 1946) كانت منادية بمنح المرأة حق الاقتراع بالإضافة إلى كونها 
قومية
 
أيرلندية
. أسست -بمساعدة زوجها 
فرانسيس شيهي سكيفينغتون
 ومارغريت كوزينز 
وجيمس كوزينز
- رابطة امتياز المرأة الأيرلندية في عام 1908، سعيًا إلى منح المرأة حقها بالاقتراع، وكانت لاحقًا عضوًا مؤسسًا في اتحاد النساء العاملات الأيرلندي. أصبح ابنها أوين شيهي سكيفينغتون رجلًا سياسيًا وسيناتورًا أيرلنديًا. 
[
8
]
[
9
]
```

## حياتها السياسية
ولدت هانا في عائلة ذات ميول جمهورية شديدة. كانت هانا متأثرةً بالقائد جميس كونولي وعملت خلال فترة حظر عام 1913 -مع منادين آخرين بمنح المرأة حق الاقتراع في ليبرتي هول- على تأمين الطعام لعائلات المضربين. 
حاربت سكيفينغتون بجد لتحصل المرأة في أيرلندا على حق الاقتراع، فأسست رابطة امتياز المرأة الأيرلندية (IWFL) في عام 1908، بالإضافة إلى تأسيس صحيفة «المواطن الأيرلندي» بمساعدة زوجها. تجلت ميولها الجمهورية الشديدة أيضًا عندما ساهمت في ثورة عيد الفصح عام 1916 من خلال إيصال الرسائل والطعام إلى مكتب البريد العام في دبلن.
عارضت سكيفينغتون بشدة المشاركة في الحرب العالمية الأولى التي اندلعت في أغسطس عام 1914، ومنعتها الحكومة البريطانية لاحقًا من حضور المؤتمر الدولي للمرأة الذي عُقد في لاهاي في أبريل عام 1915. سُجن زوجها في يونيو من العام التالي بسبب أنشطة مناهضة للتجنيد، وقتل رشقًا بالرصاص في وقت لاحق من ثورة عيد الفصح خلال عام 1916، بعد اعتقاله من قبل الجنود البريطانيين. لم تعلم بموت زوجها حتى مرور يومين على الأمر. رفضت هانا التعويضات المقدمة عن وفاة زوجها. كتبت ليليان ميتج مراسلة عادية لصحيفة «المواطن» وصديقة لهانا منادية أيضًا بمنح المرأة حق الاقتراع، كتبت متعاطفة معها ومشاركة إياها في حزنها. 

## تورطها في النسوية
كانت شيهي سكيفينغتون عضوًا مؤسسًا في اتحاد العاملات الأيرلنديات ومؤلفة عارضت أعمالها بشدة الإمبريالية البريطانية في أيرلندا. كانت هانا شيهي سكيفنجتون صديقة مقربة لسيسي كاهلان زميلتها القومية المنادية بمنح المرأة حق الاقتراع. شُكّلت رابطة امتياز المرأة الأيرلندية في نوفمبر عام 1908، فكانت هانا من بين الأعضاء المؤسسين إلى جانب زوجها فرانسيس شيهي سكيفينغتون ومارغريت كوزينز وجيمس كوزينز. على الرغم من أن الرابطة بدأت بـ12 عضوًا مؤسسًا فقط، نمت لاحقًا لتصبح واحدة من أكبر مجموعات المناداة بمنح المرأة حق الاقتراع التي ظهرت في أوائل القرن العشرين. كانت رابطة امتياز المرأة الأيرلندية منظمة متشدّدة ركّزت على المحاولة في محاربة قضايا مثل عدم تمتع أيرلندا بالاستقلالية واستبعاد النساء من العملية الانتخابية، عملًا بمشروع قانون الحكم الداخلي، بالإضافة إلى قضية غياب حقوق المرأة بشكل عام. 

## وفاتها
توفيت هانا شيهي سكيفينغتون بعمر 68 سنة في دبلن، ودفنت إلى جانب زوجها في مقبرة جلاسنيفين.